# 工农街道 (湛江市)
工农街道，是中华人民共和国广东省湛江市霞山区下辖的一个乡镇级行政单位。

## 行政区划
工农街道下辖以下地区：
岭南社区、工农社区、人民社区、霞港社区、谢屋村和霞山村。